# Phrynoidis
Phrynoidis är ett släkte av groddjur. Phrynoidis ingår i familjen paddor.
Kladogram enligt Catalogue of Life:
| Phrynoidis | \| \| Phrynoidis aspera \| \| \| \| \| \| Phrynoidis juxtaspera \| \| \| \| |
|            | \| \| Phrynoidis aspera \| \| \| \| \| \| Phrynoidis juxtaspera \| \| \| \| |
|            | Phrynoidis aspera                                                           |
|            |                                                                             |
|            | Phrynoidis juxtaspera                                                       |
|            |                                                                             |